# Australasian Championships 1923
Die 16. Australasian Championships waren ein Tennis-Rasenplatzturnier der Klasse Grand Slam, das von der ILTF veranstaltet wurde. Es fand vom 11. bis 18. August 1923 in Brisbane, Australien statt.
Titelverteidiger im Einzel waren James Anderson bei den Herren sowie Margaret Molesworth bei den Damen. Im Herrendoppel waren Jack Hawkes und Gerald Patterson, im Damendoppel Esna Boyd und Marjorie Mountain die Titelverteidiger. Im Mixed waren Esna Boyd und Jack Hawkes die Titelverteidiger.